# Santa Ana Pueblo

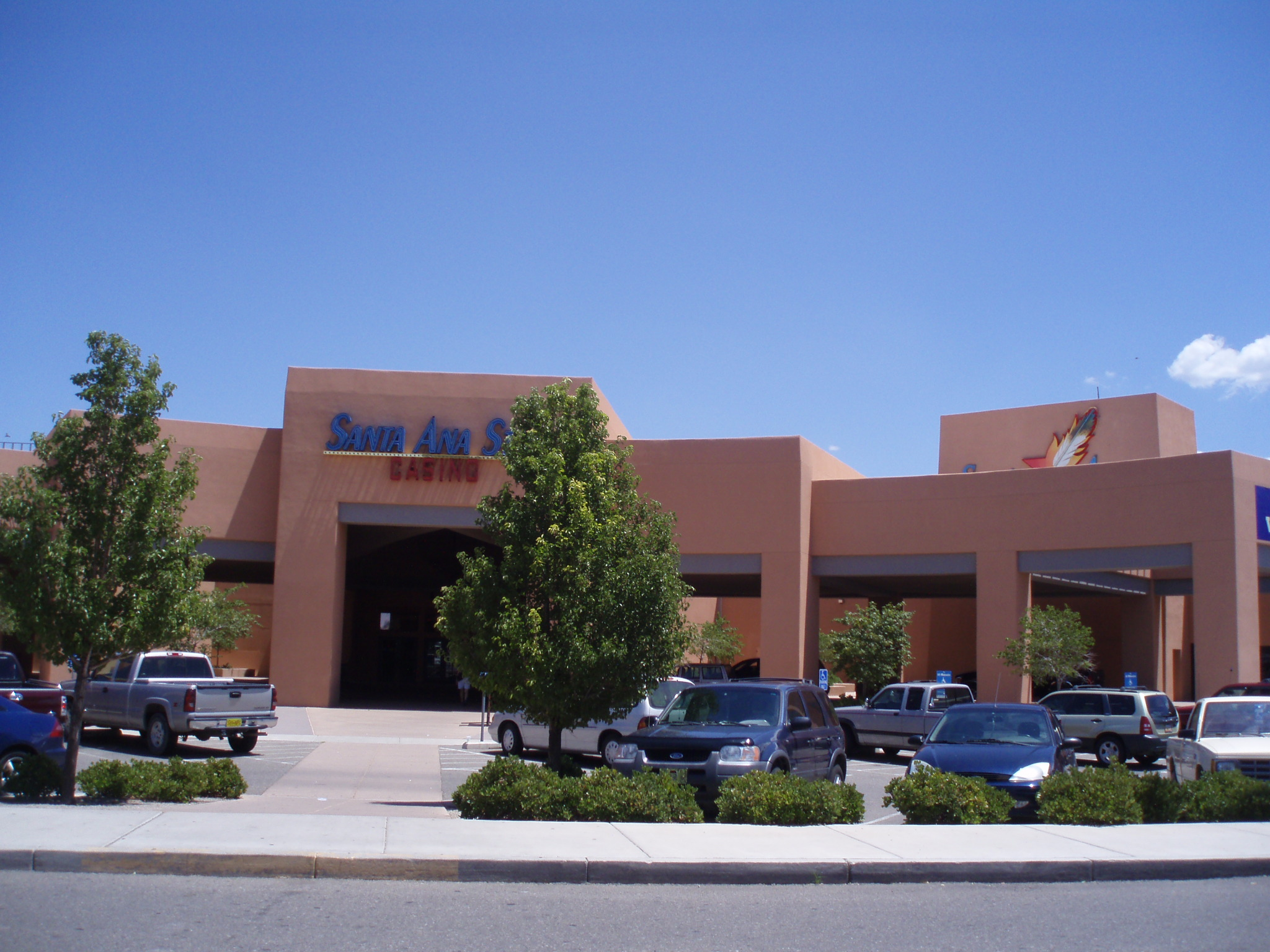
Det moderna kasinot i Santa Ana.

Santa Ana Pueblo (Keresan: Támáyá) är en keresansk pueblo, belägen i New Mexico vid Rio Grande vilken har varit bebodd sedan förhistorisk tid. Idag används själva pueblon endast i ceremoniella sammanhang och invånarna har flyttat ut till spridda bosättningar i omgivningen. Invånarna talar en dialekt av östlig keresan, vilket är en varietet av keresan, som är ett språkligt isolat.
Vid folkräkningen 2000 rapporterade 647 personer att de räknade de sig som helt eller delvis tillhörande eller härstammande från Santa Ana Pueblo. 